# Dato Salibo
Dato Salibo, oficialmente Datu Salibo, es un municipio filipino de sexta categoría, situado al sur de la isla de Mindanao. Forma parte de  la provincia de Maguindánao situada en la Región Autónoma del Mindanao Musulmán también denominada RAMM. Para las elecciones está encuadrado en el Segundo Distrito Electoral de esta provincia.

## Barrios
El municipio  de Datu Salibo se divide, a los efectos administrativos, en 17 barangayes o barrios, conforme a la siguiente relación:
| - Alonganán - Andavit - Balanakán - Buayán | - Butilén - Dado - Damabalás - Duaminanga | - Kalipapa - Liong - Magaslong - Masigay | - Pagatín - Pandi - Penditén - Sambulaguán | - Tee |

## Historia

### Influencia española
Este territorio fue parte de la Capitanía General de Filipinas (1520-1898). Hacia 1696 el capitán Rodríguez de Figueroa obtiene del gobierno español el derecho exclusivo de colonizar Mindanao. El 1 de febrero de este año parte de Iloilo alcanzando la desembocadura del Río Grande de Mindanao, en lo que hoy se conoce como la ciudad de Cotabato.

### Ocupación estadounidense
En 1903, al comienzo de la ocupación estadounidense de Filipinas Cotabato forma parte de la nueva provincia del Moro. En septiembre de 1914 se crea el Departamento de Mindanao y Sulú, una de sus provincias es Provincia de Cotabato y Dulaguán fue uno de sus distritos municipales.

### Autonomía
El 30 de julio de 2009 fue ratificada por plebiscito la creación de este municipio.
Incluía 4 barrios completos y partes de otros 10 del municipio de  Dulaguán (Datu Piang así como otros 2 barrios enteros y una porción de otro del municipio de Datu Saudi-Ampatuan.